# Li (unidad de longitud)
El li (里, lǐ) es una unidad de longitud tradicional china que en la actualidad se ha estandarizado en 500 metros, aunque históricamente su valor osciló considerablemente entre distancias algo menores y mayores según los periodos. Un li moderno se divide en 1500 chis. En las antiguas traducciones solía traducirse como milla, lo que causaba confusión, porque generalmente su valor nunca pasó de una tercera parte de la milla, prefiriéndose actualmente la traducción de milla china o simplemente li.
En la práctica hasta finales de la década de 1940 un li no tuvo una medida fija. Podía ser más largo o más corto dependiendo del esfuerzo que fuera necesario para cubrir la distancia.
Su carácter 里 combina el carácter de «campo» (田, tián) y «tierra» (土, tǔ). En chino actual li suele estar precedido por la palabra shi (市) para distinguirlo del kilómetro o gongli (公里, gōnglǐ).
Existe además otro li (tradicional: 釐, simplificado: 厘, lí) que indica la unidad de longitud de la milésima parte de un chi, pero que se usa con menos frecuencia. Este li se usa en China como equivalente del prefijo centi- en las unidades métricas, así limi (厘米, límǐ) significa centímetro. Las diferencias de pronunciación tonal hacen distinguibles para los hablantes de chino ambos lis pero no hay ninguna por escrito.

## Evolución histórica

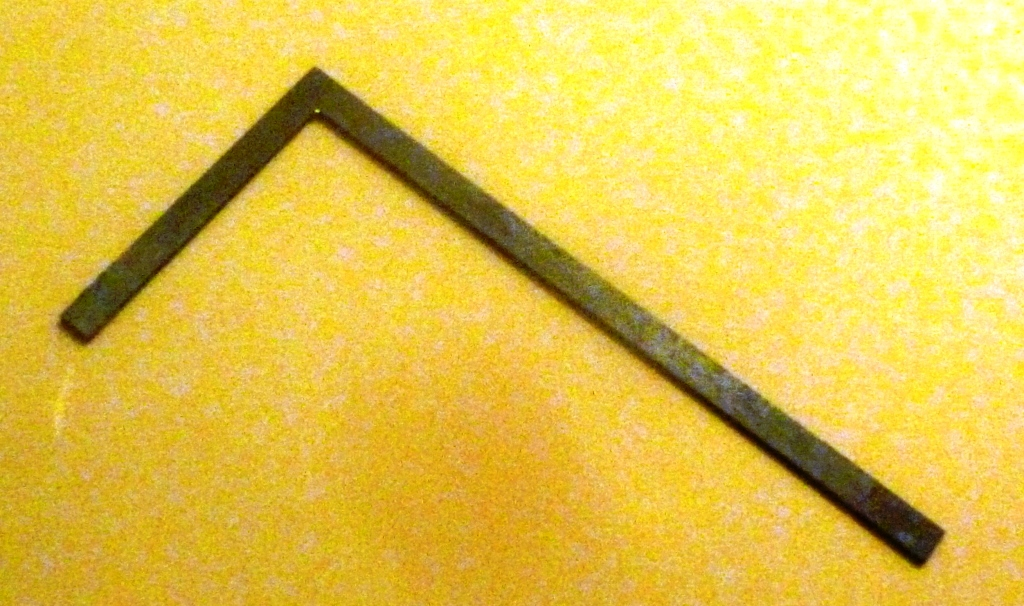
Regla de bronce de la dinastía Han, 206 a. C. - 220 d. C.

Como la mayoría de las unidades de medida tradicionales chinas se cree que el li fue establecido por el emperador amarillo a comienzos de la civilización china, alrededor del 2600 a. C. y que fue estandarizada por Yu el Grande de la dinastía Xia seis siglos más tarde. Aunque su valor variaba según el estado en el que estuviera en los periodos de las Primaveras y Otoños y los Reinos Combatientes, los historiadores generalmente le dan al li un valor aproximado de unos 405 metros en los periodos anteriores a la dinastía Qin y su imposición de estándares de medidas del siglo III.
La unidad básica tradicional de longitud china era el chi, aunque su valor cambió según los periodos como el li. Además el número de chis por li algunas veces varió de los 1500 iniciales. Y para añadir mayor complejidad en la dinastía Qin el li se estableció como 360 pasos (步, bù), y la cantidad de chis por bu posteriormente se cambió de 6 a 5, acortándose la distancia del li en un 1/6. Así el li del periodo Qin que era de 576 metros se convirtió tras los cambios pasó en la dinastía Han a tener 415,8 metros.

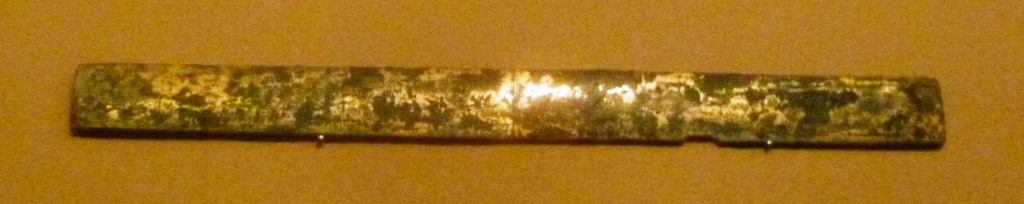
Regla de bronce (206 a.C - 8 d.C)
1 chi = 231 cm

Afortunadamente las unidades básicas de medida permanecieron estables durante los periodos Qin y Han. Se ha conservado un estándar de medida imperial de bronce, que apareció el palacio imperial de Pekín en 1924. Esto permitió establecer con exactitud la equivalencia con las medidas modernas, proporcionando una herramienta extremadamente útil para la identificación de los nombres de los lugares y las rutas históricas. Estas medidas se han confirmado de otras formas posteriormente como con el descubrimiento de reglas en los yacimientos arqueológicos o la medida cuidadosa entre distintos puntos conocidos.
Dubs calculó el li del periodo Han en 415,8 metros y todas las comprobaciones posteriores indican que fue un cálculo preciso y fiable.
| Dinastía          | Periodo               | Longitud SI   |
| ----------------- | --------------------- | ------------- |
| Xia               | 2100 - 1600 a. C.     | 405 m         |
| Zhou occidental   | 1045 - 771 a. C.      | 358 m         |
| Zhou oriental     | 770 - 250 a. C.       | 416 m         |
| Qin               | 221 -206 a. C.        | 415,8 m       |
| Han               | 205 a. C. - 220 d. C. | 415,8 m       |
| Tang              | 618 - 907             | 323 m         |
| Qing              | 1644 - 1911           | 537 m - 645 m |
| República Popular | 1949 - 1984           | ?             |
| República Popular | 1984 - actualidad     | 500 m         |

En la dinastía Tang (618–907) el li aproximadamente tenía 323 metros. 
Al final de la dinastía Qing o Manchú, el número de chi se incrementó de 1500 a 1800 para li (unidad de longitud). Por lo que el valor del li quedó en el valor en 644,6 metros. Además los Qing introdujeron una unidad de medida mayor llamada tu, que equivalía a 150 lis (96,7 km).
Las unidades de medidas tradicionales desaparecieron en la República de China de Chiang Kai-shek al adoptarse el sistema métrico en 1928, pero la República Popular de China bajo el mandato de Mao Zedong reintrodujo las medidas tradicionales por motivos ideológicos en contra del imperialismo y de orgullo cultural. En 1984 la República popular de China adoptó oficialmente de nuevo el sistema métrico, pero encontró un lugar para las medidas tradicionales reestandarizando sus valores para hacerlos coincidir con los del sistema internacional. En la República Popular un li equivale exactamente con medio kilómetro. Sin embargo el término li todavía está ligado a la unidad tradicional y suele usarse más "gongli" que significa kilómetro para hablar de distancias.